# Oleksytschi
Oleksytschi (ukrainisch Олексичі; russisch Алексичи Alexitschi, polnisch Oleksice, deutsch Olexitz) ist ein Dorf in der westukrainischen Oblast Lwiw mit etwa 670 Einwohnern. Seit 2020 ist sie Teil der Stadtgemeinde Stryj, vorher gehörte es verwaltungsmäßig zur Siedlungsratsgemeinde von Daschawa.

## Geschichte
Bei der ersten Teilung Polens kam Oleksice 1772 zum neuen Königreich Galizien und Lodomerien des habsburgischen Kaiserreichs (ab 1804).
Im Jahre 1786 im Zuge der Josephinischen Kolonisation wurden auf dem Grund des Dorfes deutsche Kolonisten lutherischer Konfession angesiedelt. Das Dorf wurde in zwei Teile getrennt: Oleksice Stare (Alt Olexitz) in der Gemeinde Komarów und Oleksice Nowe (die Kolonie, Neu Olexitz) in der Gemeinde Gelsendorf. Die Protestanten gehörten zur Pfarrgemeinde Gelsendorf in der Evangelischen Superintendentur A. B. Galizien. In der Zwischenkriegszeit gab es eine Filialgemeinde in der Evangelischen Kirche Augsburgischen und Helvetischen Bekenntnisses in Kleinpolen, die im Jahr 1937 144 Mitglieder hatte.
Im Jahre 1900 hatte die Ortschaft Oleksice Stare der Gemeinde Komarów 51 Häuser mit 327 Einwohnern, davon 247 ruthenischsprachige, 53 deutschsprachige, 27 polnischsprachige, 246 griechisch-katholische, 15 römisch-katholische, 13 Juden, 53 anderen Glaubens. Die Ortschaft Oleksice Nowe der Gemeinde Gelsendorf hatte 10 Häuser mit 58 Einwohnern, davon 51 deutschsprachige und anderen Glaubens, 6 polnischsprachige und römisch-katholisch, 1 ruthenischsprachig und griechisch-katholisch.
Nach dem Ende des Polnisch-Ukrainischen Kriegs 1919 kamen beide Gemeinden zu Polen. Im Jahre 1921 hatte die Gemeinde Oleksice Stare ohne die Ortschaft Jaroszyce 51 Häuser mit 292 Einwohnern, davon 258 Ruthenen, 34 Polen, 258 griechisch-katholische, 6 römisch-katholische, 23 evangelische, 5 israelitische. Die Ortschaft Oleksice Nowe der Gemeinde Gelsendorf hatte 10 Häuser mit 69 Einwohnern, davon 62 evangelischen Deutschen, 7 griechisch-katholischen Ruthenen.
Im Zweiten Weltkrieg gehörte der Ort zuerst zur Sowjetunion und ab 1941 zum Generalgouvernement, ab 1945 wieder zur Sowjetunion, heute zur Ukraine.